# Sergent d'arme du sénat des États-Unis
Pour les articles homonymes, voir Sergent d'arme.
Le sergent d'arme du Sénat, connu à l'origine sous le nom de Portier du Sénat depuis le Premier Congrès jusqu'au huitième Congrès (7 avril 1789 - 3 mars 1803) est le plus haut gradé chargé de l'application de la loi à l'intérieur du Sénat des États-Unis. L'un de ses principaux rôles est de tenir le marteau utilisé à chaque session. Il peut également obliger un sénateur absent à se présenter lorsque le Sénat le lui ordonne.
Aux côtés de l'architecte du Capitole et du sergent d'arme de la chambre des représentants, il siège au bureau de la police du Capitole, chargé de la sécurité autour du bâtiment.
Le sergent d'arme peut, sur ordre du Sénat, arrêter et détenir toute personne qui enfreint les règles du Sénat.
Il fournit également aux sénateurs des ordinateurs, du matériel ainsi que des services de réparation et de sécurité.
En mars 2014, le chef de la majorité du Sénat, Harry Reid, annonça que Terrance W. Gainer prévoyait de prendre sa retraite de sergent d'arme et serait remplacé par le sergent d'arme adjoint, Andrew B. Willison. Le 6 janvier 2015, le Sénat assermenta le sergent d'arme pour le mandat en cours, Frank J. Larkin.
Le 16 avril 2018, après le départ à la retraite de Frank J. Larkin, Michael C. Stenger fut nommé 41e sergent d'armes en vertu de la résolution 465 du Sénat présentée par le chef de la majorité du Sénat, Mitch McConnell. Cette résolution fut soumise au Sénat, examinée et adoptée sans amendement et par consentement unanime.

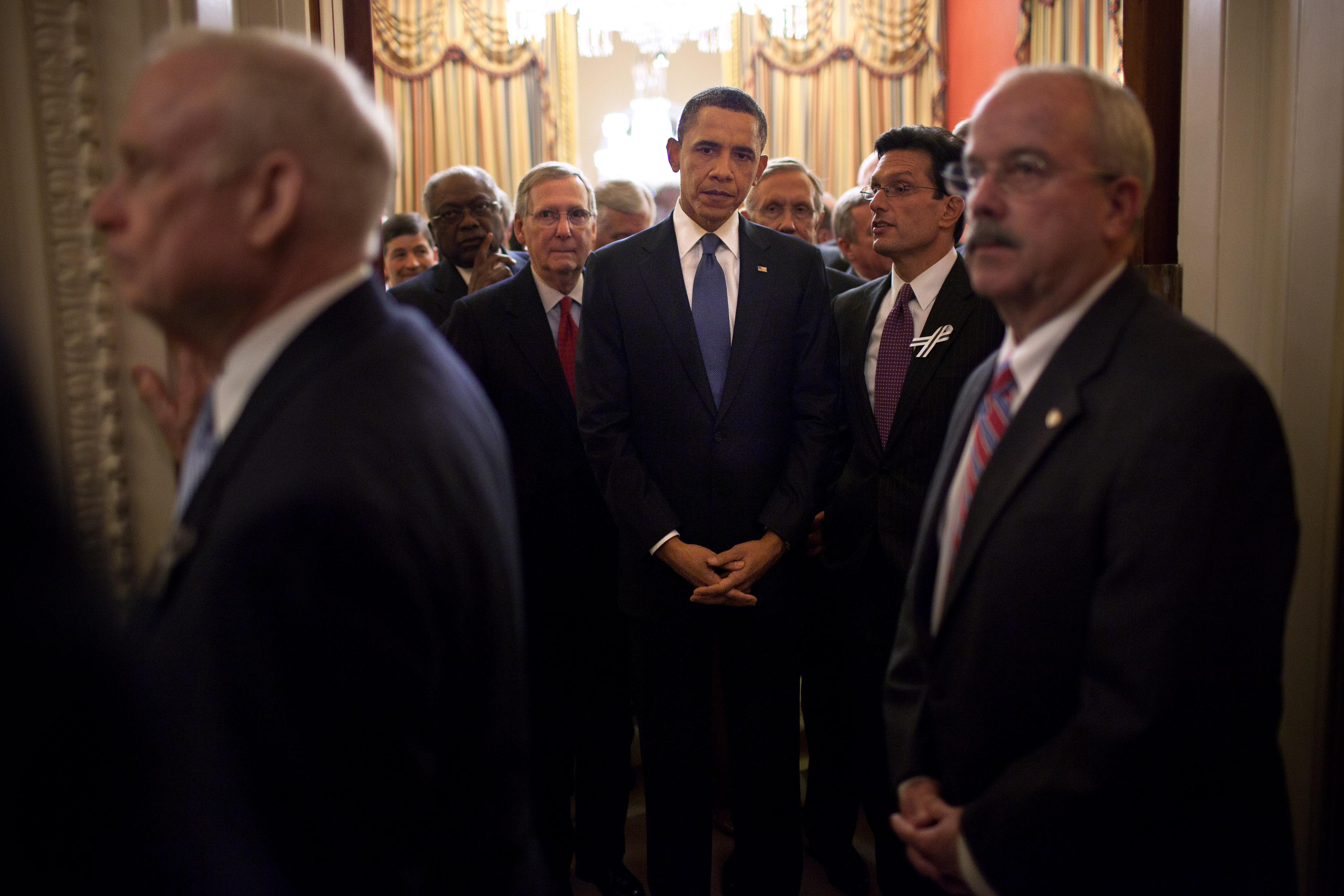
Le sergent d'armes Terrance Gainer (à droite) escortant le président Obama jusqu'à son discours sur l'état de l'Union en 2011.

[citation nécessaire]

## Personnel et organisation
Le bureau du sergent d'arme du Sénat compte entre 800 et 900 employés, sur les quelque 4 300 employés travaillant pour le Sénat dans son ensemble. Son budget est de l'ordre de 200 millions de dollars par an. Les hauts fonctionnaires relevant du sergent d'arme comprennent un adjoint, un chef de cabinet, un sergent d'arme assistant pour les services de renseignement et de protection, un directeur informatique, un chef des opérations, un conseiller général, deux agents de liaison législatif, et un directeur financier.
Le siège du sergent d'arme se trouve dans le Postal Square Building à Washington DC. Les principales activités informatiques se trouvent dans ce bâtiment. Le personnel y gère les connexions Internet et intranet aux bureaux des sénateurs, situés à la fois dans le complexe du Capitole et dans leur État,.

## Liste des sergents d'arme du Sénat
| Officier             | Mandat                              |
| -------------------- | ----------------------------------- |
| James Mathers        | 7 avril 1789 - 2 septembre 1811     |
| Mountjoy Bayly       | 6 novembre 1811 - 9 décembre 1833   |
| John Shackford       | 9 décembre 1833 - 1837              |
| Stephen Haight       | 4 septembre 1837 - 7 juin 1841      |
| Edward Dyer          | 7 juin 1841 - 9 décembre 1845       |
| Robert Beale         | 9 décembre 1845 - 17 mars 1853      |
| Dunning R. McNair    | 17 mars 1853 - 6 juillet 1861       |
| George Brown         | 6 juillet 1861 - 22 mars 1869       |
| John R. French       | 22 mars 1869 - 24 mars 1879         |
| Richard Bright       | 24 mars 1879 - 18 décembre 1883     |
| William Canaday      | 18 décembre 1883 - 30 juin 1890     |
| Edward K. Valentine  | 30 juin 1890 - 7 août 1893          |
| Richard Bright       | 8 août 1893 - 1er février 1900      |
| Daniel Ransdell      | 1er février 1900 - 26 août 1912     |
| Livingston Cornelius | 10 décembre 1912 - 4 mars 1913      |
| Charles Higgins      | 13 mars 1913 - 3 mars 1919          |
| David S. Barry       | 19 mai 1919 - 7 février 1933        |
| Chesley Jurney       | 9 mars 1933 - 31 janvier 1943       |
| Wall Doxey           | 1er février 1943 - 3 janvier 1947   |
| Edward McGinnis      | 4 janvier 1947 - 2 janvier 1949     |
| Joseph Duke          | 3 janvier 1949 - 2 janvier 1953     |
| Harnais de forêt     | 3 janvier 1953 - 4 janvier 1955     |
| Joseph Duke          | 5 janvier 1955 - 30 décembre 1965   |
| Robert Dunphy        | 14 janvier 1966 - 30 juin 1972      |
| William Wannall      | 1er juillet 1972 - 17 décembre 1975 |
| Nordy Hoffmann       | 18 décembre 1975 - 4 janvier 1981   |
| Howard Liebengood    | 5 janvier 1981 - 12 septembre 1983  |
| Larry Smith          | 13 septembre 1983 - 2 juin 1985     |
| Ernest Garcia        | 3 juin 1985 - 5 janvier 1987        |
| Henry Giugni         | 6 janvier 1987 - 31 décembre 1990   |
| Martha Pope          | 3 janvier 1991 - 14 avril 1994      |
| Robert Benoit        | 15 avril 1994 - 3 janvier 1995      |
| Howard Greene        | 4 janvier 1995 - 6 septembre 1996   |
| Gregory Casey        | 6 septembre 1996 - 9 novembre 1998  |
| James Ziglar         | 9 novembre 1998 - 3 septembre 2001  |
| Alfonso E. Lenhardt  | 4 septembre 2001 - 16 mars 2003     |
| William H. Pickle    | 17 mars 2003 - 3 janvier 2007       |
| Terrance W. Gainer   | 4 janvier 2007 au 2 mai 2014        |
| Andrew B. Willison   | 5 mai 2014 au 5 janvier 2015        |
| Frank J. Larkin      | 6 janvier 2015 - 16 avril 2018      |
| Michael C. Stenger   | 16 avril 2018 - January 7, 2021     |
| Karen H. Gibson      | March 22, 2021 – présent            |

## Voir également
- Sergent d'arme
- Sergent d'arme de la Chambre des représentants des États-Unis